# Willy Hund-Smit

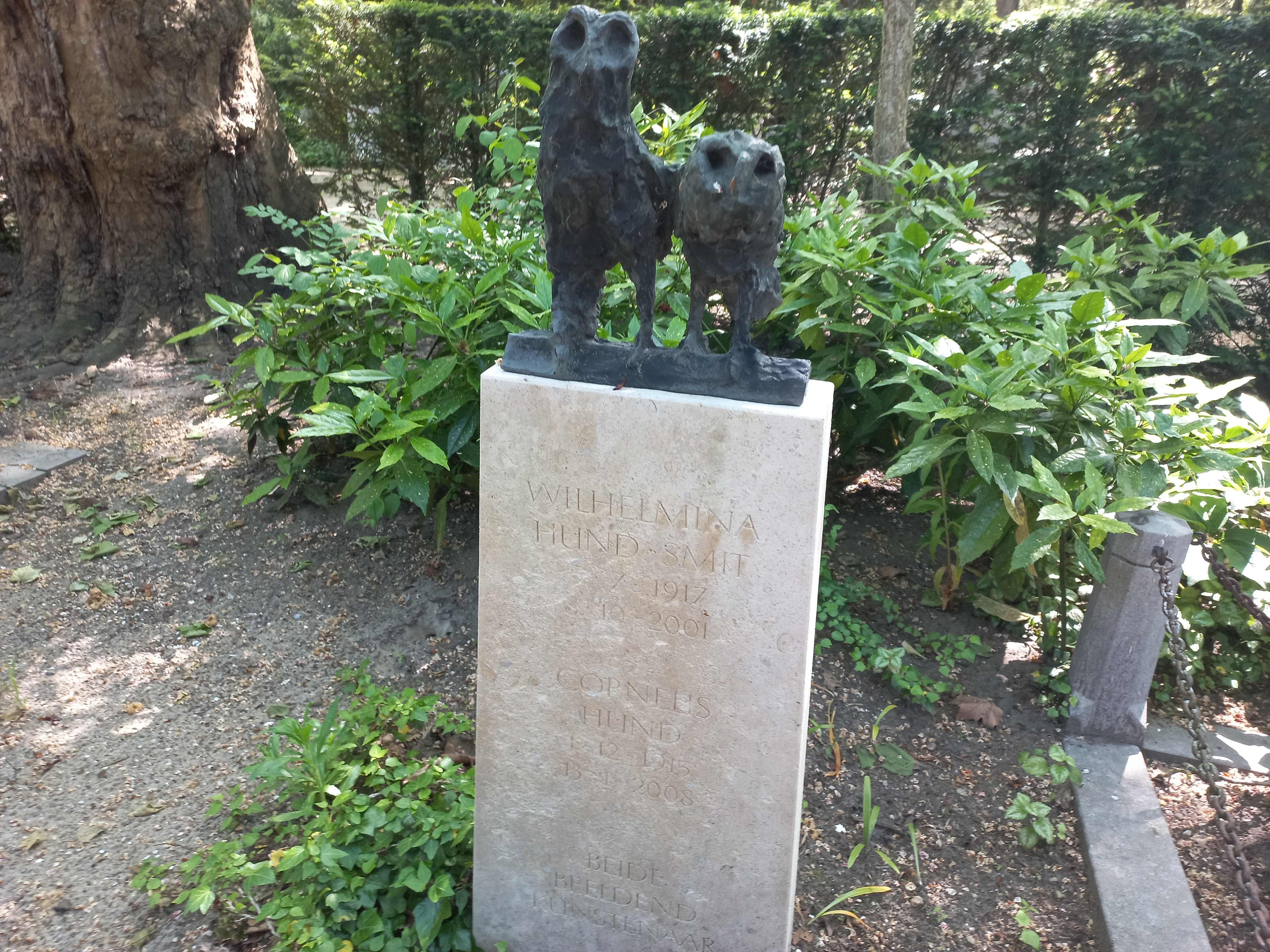
Grafsteen Cor en Willy Hund (mei 2023)

Wilhelmina (Willy) Hund-Smit (Amsterdam, 5 juli 1917 – Amsterdam, 8 oktober 2001) was een Nederlands beeldhouwer.

## Leven en werk
Willy Smit was een dochter van winkelier Adrianus Smit en Jansje Sophia Charlotta Dake. Ze werd opgeleid aan de Rijksakademie van beeldende kunsten, als leerling van Jan Bronner. In 1942 trouwde ze met kunstenaar Cor Hund, die ze aan de Academie had leren kennen. Zij kregen twee zoons: de landschapsarchitect Kees Hund, onder andere bekend van parken in Almere, en keramisch ontwerper Adriaan Hund.  
Hund-Smit werd docent aan het Instituut voor Kunstnijverheidsonderwijs en gaf les in beeldhouwen, tekenen en Artis-tekenen. Tot haar leerlingen behoorden August Boucher, Heidi Daamen-Meijer, Kees Otten en Wilfried Put. Ze bracht Put onder aandacht van haar man, waarop Put diens technisch assistent werd. Cor Hund portretteerde zijn vrouw meerdere malen. In 1958 maakte hij het gipsen beeld Willy met mandje. Het werk kreeg pas in 2005 een bronzen afgietsel, dat door Hund werd geschonken aan Beelden aan Zee.
Wil Hund-Smit nam met haar beeldhouwwerk onder andere deel aan de tentoonstelling Amsterdam koopt kunst (1959) in het Stedelijk Museum. Op uitnodiging van Bronner nam ze deel aan de expositie Een beeld van Bronner (1971-1972), ter gelegenheid van zijn 90e verjaardag, in De Hallen in Haarlem.
Het echtpaar Hund ligt begraven op Zorgvlied. Op de grafsteen staan twee uilen; een afgietsel van werk van Willy.
- Biografisch Portaal: 98073043
- Nederlandse Thesaurus van Auteursnamen: 07097229X
- RKD-Nederlands Instituut voor Kunstgeschiedenis: 109223
- Virtual International Authority File: 289360211
- WorldCat: E39PCjDhtkT48Cjkm9MBrJwJMq